# دکتر اسلامپ (مجموعه تلویزیونی)
دکتر اسلامپ (انگلیسی: Doctor Slump) یک مجموعه تلویزیونی محصول کره جنوبی به نویسندگی بک سون وو و کارگردانی اوه هیون جونگ و با بازی پارک هیونگ شیک، پارک شین هه و یون پارک است. این مجموعه از ۲۷ ژانویه تا ۱۶ مارس ۲۰۲۴، روزهای شنبه و یکشنبه ساعت ۲۲:۳۰ (کی‌اس‌تی) از جی‌تی‌بی‌سی برای ۱۶ قسمت پخش شد. دکتر اسلامپ همچنین برای استریم در تیوینگ در کره جنوبی و نتفلیکس در مناطق منتخب قابل دسترسی است.

## خلاصه داستان
دکتر اسلامپ دربارهٔ رشد و زندگی عاشقانه نام ها نول (پارک شین هه) و یو جونگ وو (پارک هیونگ شیک) است که آینده کاری امیدبخشی داشتند اما دچار یک افت ناگهانی سریع می‌شوند و شغل خود را به عنوان پزشک ترک کردند و در اتاقی روی پشت بام زندگی می‌کنند.

## بازیگران

### اصلی
- پارک هیونگ شیک در نقش یو جونگ وو[۹]

یک جراح پلاستیک مشهور که دچار حادثه پزشکی شد.
- پارک شین هه در نقش نام ها نول[۹]

یک پزشک که پس از حادثه‌ای از بیمارستان می‌رود.
- یون پارک در نقش بین ده یونگ[۱۰]

یک جراح پلاستیک.
- کونگ سونگ ها در نقش لی هونگ ران[۱۰]

یک متخصص هوش‌بری و بهترین دوست ها نول.

## تولید
اولین جلسه فیلمنامه خوانی در ۴ مارس ۲۰۲۳ برگزار شد و فیلم‌برداری در همان ماه آغاز شد.
در ۱۴ مارس ۲۰۲۳، ایفای نقش پارک شین هه، پارک هیونگ شیک، یون پارک و کونگ سونگ ها در این مجموعه تأیید شد.